# Pécsi Mecsek FC
El Pécsi Mecsek FC es un club de fútbol húngaro de Pécs y fundado en 1950. El equipo disputa sus partidos como local en el Estadio de Újmecsekalja y juega en la NB2.

## Nombres
- 190?: Pécs   (Pécsi Athlétikai Club)
- 1950: Pécs   (Pécsi Dózsa Sport Club)
- 1956: Pécs   (Pécs Baranya)
- 1957: Pécs   (Pécsi Dózsa Sport Club)
- 1973: Pécs   (Pécsi Munkás Sport Club) amalgamation with Pécsi Bányász SC, Pécsi Ércbányász SC, Pécsi Helyiipar SK and  Pécsi Építők --> PMSC
- 1995: Pécs   (Pécsi Mecsek Futball Club)

## Jugadores
Actualizado el 13 de agosto de 2021

## Palmarés
- NB1:
  - 2º (1): 1985-86
  - 3º (1): 1990-91

- NBII:
  - Campeón (3): 1958-59, 1976–77, 2002–03

- Copa de Hungría:
  - Campeón (1): 1990
  - Subcampeón (2): 1978, 1987

## Entrenadores
| - Gyula Bodola (1953–54) - István Orczifalvy (1955–56) - Dr. Géza Kalocsay (1956) - Béla Volentik (1957–58) - Mihály Czibulka (1958–61) - Lipót Kállay (1961–63) - Sándor II. Balogh (1963–64) - István Orczifalvy (1964–66) - Gyula Teleki (1966–68) - Imre Kovács (1968–70) - Sándor Kapocsi (1970) - Mihály Czibulka (1970–71) - Kálmán Preiner (1971–72) - Mihály Czibulka (1973) - János Dunai (1973–??) - István Rónai (1983–85) - József Garami (1985–92) - Nándor Koller (1992–93) - Antal Róth (1993–94) - László Eich (1995-95) - Pál Dárdai (1995–96) - Imre Herke (1996) - József Gelei (1996–97) - László Kiss (1997) | - Róbert Glázer (1997–98) - Gábor Réfi (1998) - Gyula Bozai (1999–00) - Gábor Szapor (2000) - Árpád Toma (2000) - Antal Róth (2001–02) - Tamás Nagy (2003-05) - Ferenc Keszei (2005-07) - Károly Kis (2007) - Tamás Nagy (2007-08) - Antal Róth (2009) - Antal Botos (2009) - Péter Várhidi (2009-10) - László Kiss (2010-11) - Ferenc Mészáros (2011-12) - Olivér Mink (2012) - Attila Supka (2012-13) - Emil Lőrincz y G. Márton (2013) - György Véber (2014) - Robert Jarni (2014-15) - Gábor Márton (2015-18) - György Sárai (2018) - László Vas (2019–) |

## Participación en competiciones de la UEFA
| Temporada | Torneo                 | Ronda            | Club                  | Casa      | Visita | Global   |
| --------- | ---------------------- | ---------------- | --------------------- | --------- | ------ | -------- |
| 1962–63   | UEFA Intertoto Cup     | Grupo 8          | Blauw-Wit Amsterdam   | 5–2       | 0–0    | 1° Lugar |
| 1962–63   | UEFA Intertoto Cup     | Grupo 8          | FK Velež Mostar       | 4–1       | 2–1    | 1° Lugar |
| 1962–63   | UEFA Intertoto Cup     | Grupo 8          | VfV Hildesheim        | 5–3       | 1–0    | 1° Lugar |
| 1962–63   | UEFA Intertoto Cup     | Cuartos de final | NK Rijeka             | 2–1       | 2–2    | 4–3      |
| 1962–63   | UEFA Intertoto Cup     | Semifinales      | Calcio Padova         | 0–3       | 3–4    | 3–7      |
| 1970–71   | Inter-Cities Fairs Cup | 1                | Universitatea Craiova | 3–0       | 1–2    | 4–2      |
| 1970–71   | Inter-Cities Fairs Cup | 2                | Newcastle United      | 2–0 (aet) | 0–2    | 2–2 (p)  |
| 1970–71   | Inter-Cities Fairs Cup | 3                | Juventus FC           | 0–2       | 0–1    | 0–3      |
| 1986–87   | UEFA Cup               | 1                | Feyenoord Rotterdam   | 1–0       | 0–2    | 1–2      |
| 1988      | UEFA Intertoto Cup     | Grupo 9          | Grasshopper FC        | 0–1       | 0–1    | 2° Lugar |
| 1988      | UEFA Intertoto Cup     | Grupo 9          | Pogoń Szczecin        | 3–1       | 0–0    | 2° Lugar |
| 1988      | UEFA Intertoto Cup     | Grupo 9          | Östers IF             | 2–0       | 1–3    | 2° Lugar |
| 1990–91   | UEFA Cup Winners' Cup  | 1                | Manchester United     | 0–2       | 0–1    | 0–3      |
| 1991–92   | UEFA Cup               | 1                | VfB Stuttgart         | 2–2       | 1–4    | 3–6      |